# Geschiedenis van het boeddhisme
Het boeddhisme is circa 2500 jaar geleden ontstaan in India, en heeft zich sindsdien verspreid over Zuidoost-Azië. In India is het boeddhisme vrijwel verdwenen, maar in de westerse wereld is de belangstelling voor deze religie gegroeid.

## Indiaas boeddhisme
Het boeddhisme is een van de oudste van de bestaande levensbeschouwelijke systemen. Het stelt niet een hogere macht, opperwezen of god centraal en onderscheidt zich, mede hierom, van religie. Het is ontstaan op het Indiase subcontinent rond 500 BCE, als reactie op de Vedische religie en het brahmanisme. Het vertoont overeenkomsten met het jaïnisme, dat rond dezelfde tijd ontstond, en de leer van de Upanishaden.
Na de dood van de Gautama Boeddha ontstonden verschillende scholen. Het oudste boeddhisme is bewaard gebleven in het Theravada-boeddhisme.
Tussen 100 BCE en 150 ontstond het Mahayana-boeddhisme, dat nieuwe teksten en leerstellingen ontwikkelde. Oorspronkelijk was er geen duidelijk onderscheid, en leefden volgelingen van de oude scholen en het Mahayana in dezelfde kloostergemeenschappen. Het Mahayana ontwikkelde zich in China en Japan verder.
In de vierde eeuw na Christus ontstond in het Mahayana het Vajrayana. Deze stroming heeft zich in met name Tibet weten te handhaven, maar is ook bekend in Japan.
Acht eeuwen lang, van ca. 400 tot ca. 1200, had het boeddhisme een belangrijk cultureel centrum in het kloostercomplex met universiteit van Nalanda. De verwoesting hiervan door islamitische invallers heeft in sterke mate bijgedragen tot de ondergang van het boeddhisme in India, het land van oorsprong. De achteruitgang van het boeddhisme was daar overigens al enkele eeuwen eerder begonnen, en stond in verband met de opkomst van nieuwe richtingen binnen het traditionele hindoeïsme.

## Aziatisch boeddhisme
Het boeddhisme heeft zich vanuit India verspreid over een groot deel van het Aziatische continent.

### Theravada
Het Theravada-boeddhisme heeft zich met name naar het zuiden verspreid. Het bestaat nog in met name Sri Lanka, Birma en Thailand.

### Mahayana
Het mahayana heeft zich met name naar het noorden verspreid, en zich daar verder ontwikkeld. In China en Japan werd het de belangrijkste stroming.

### Vajrayana
Het vajrayana heeft zich met name in Tibet verspreid, en daar een verdergaande ontwikkeling doorgemaakt. Het Tibetaans boeddhisme is heden ten dage een van de bekendste en populairste stromingen.

## Westers boeddhisme
In de 19e en 20e eeuw heeft het boeddhisme zich ook in westerse landen (zoals de Verenigde Staten, Australië en Europa) verspreid.  Na de instorting van de communistische dictaturen in Oost-Europa kwam deze religie ook naar daar (o.a. in Letland, Polen en Roemenië). Theravada, Tibetaans boeddhisme en Zen zijn de populairste stromingen, maar er lijkt zich ook een eigen karakter te ontwikkelen waarbij klassieke boeddhistische leringen worden vermengd met westerse psychologische opvattingen en romantische idealen.

## Verder lezen
- Harvey, Peter (1995), An introduction to Buddhism. Teachings, history and practices. Cambridge: Cambridge University Press